# شادي الزهراني
شادي عواض الزهراني هو لاعب كرة قدم سعودي يلعب في نادي عكاظ.

## مسيرة اللاعب
لعب في نادي الأغر ونادي وج ونادي منيف ونادي عكاظ.